# George Bush Center for Intelligence
Le George Bush Center for Intelligence est le siège de la Central Intelligence Agency (CIA), situé dans la communauté non incorporée de Langley, en Virginie, près de Washington DC. Par métonymie, le nom de « Langley » est souvent utilisé pour le désigner.
Le bâtiment est la réunion du siège original (OHB) et du nouveau siège (NHB). Il se trouve sur un terrain de 1 km2 et a été, de 1959 à 2019, le plus grand quartier général de renseignement du monde. Il est désormais dépassé par le quartier général du service fédéral de renseignement (BND) allemand.

## Nom
Avant sa dénomination actuelle, le siège de la CIA était officiellement sans nom. Le 26 avril 1999, dans le cadre de l'Intelligence Authorization Act (en) de 1999, le complexe est officiellement nommé George Bush Center for Intelligence, en l'honneur de George H. W. Bush, qui a occupé le poste de directeur de la CIA pendant 357 jours (entre le 30 janvier 1976 et le 20 janvier 1977), puis celui de 41e président des États-Unis. Il est le seul président des États-Unis à avoir dirigé la CIA.

## Histoire

Vue aérienne du complexe actuelle. L'ancien siège (OHB) est à l'avant-plan et le nouveau siège (NHB) est à l'arrière plan.

Le bâtiment originel a été conçu par le cabinet new-yorkais Harrison & Abramovitz dans les années 1950 et a une superficie utile de 130 000 m2. Les travaux de construction débutent le 3 novembre 1959, le président Dwight D. Eisenhower posant la pierre angulaire ; le bâtiment est achevé en mars 1961,. Il comprend un système de tubes pneumatiques fabriqué par Lamson Corporation de Syracuse, dans l'État de New York. Bien que le système soit remplacé par le courrier électronique et mis hors service en 1989, les 50 km de tubes d'acier sont toujours présents dans le bâtiment.
Le nouveau bâtiment, conçu par Smith, Hinchman and Grylls Associates, est achevé en mars 1991, les premiers travaux de fondations ayant débuté le 24 mai 1984,. Il s'agit d'un complexe composé de deux tours de bureaux de six étages et qui est relié par un tunnel au bâtiment originel (OHB).

### Fusillades
Le 25 janvier 1993, Mir Aimal Kansi, un Pakistanais résidant aux États-Unis, tue deux employés de la CIA et en blesse trois autres sur la route du siège de la CIA. Il affirme qu'il s'agit d'une vengeance vis-à-vis de la politique du gouvernement américain au Moyen-Orient, « en particulier envers le peuple palestinien ». Kansi est condamné à mort pour cette fusillade et exécuté en 2002.
En mai 2021, un homme armé tente de pénétrer dans le centre et est abattu à la suite d'un bras de fer de plusieurs heures. Il meurt le lendemain.

## Emplacement

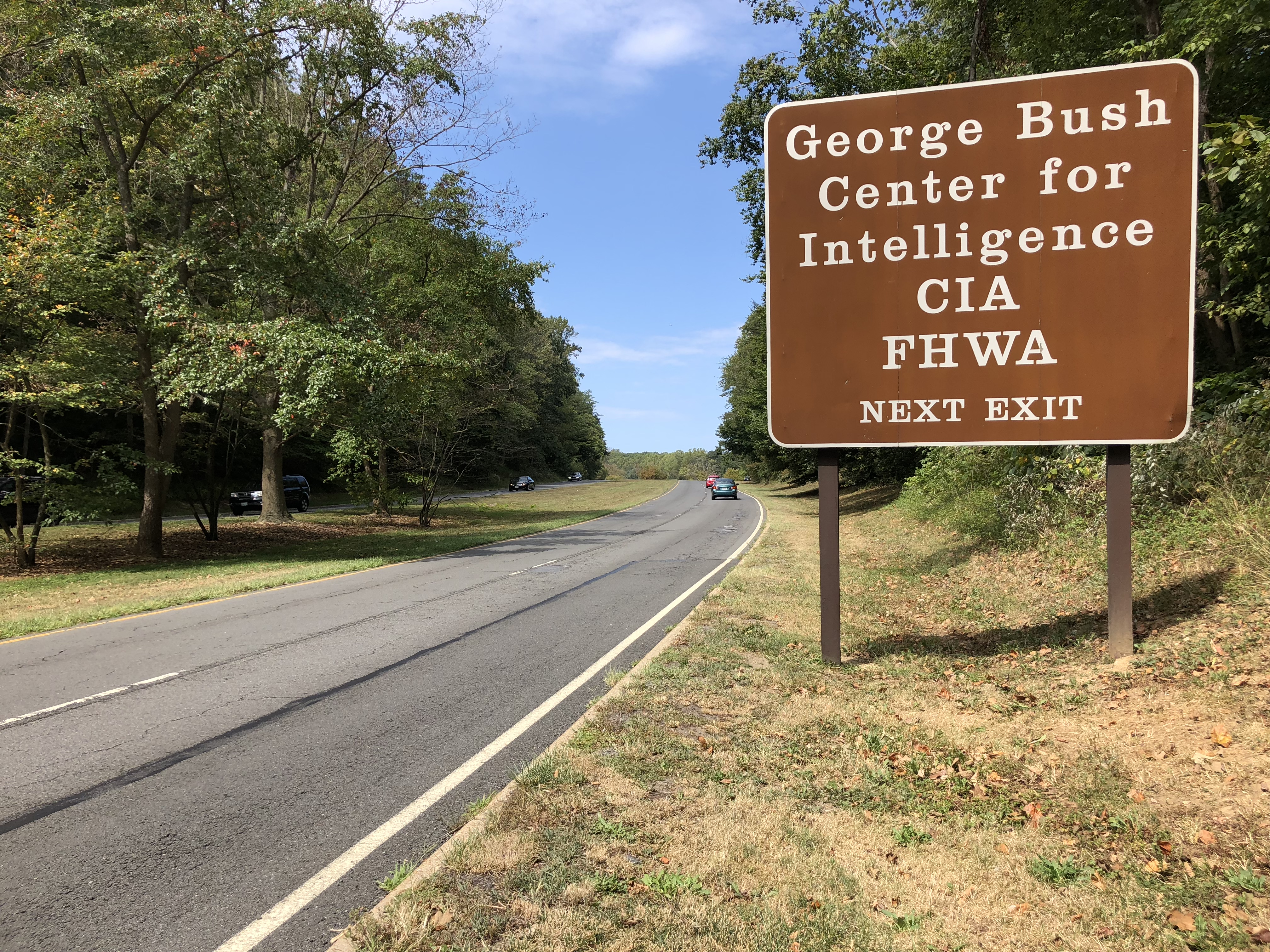
Panneau de signalisation routière indiquant l'entrée du siège sur le George Washington Memorial Parkway.

Le Centre est situé au 1000 Colonial Farm Road à McLean, en Virginie, et on peut y accéder par le George Washington Memorial Parkway. Toutefois, pour des raisons de confidentialité, l'accès au complexe n'est autorisé qu'aux personnes munies d'une carte d'identité appropriée ou sur rendez-vous. Seuls les véhicules autorisés peuvent accéder à la route privée menant au complexe depuis le George Washington Memorial Parkway.
L'emplacement du bâtiment conduit à l'utilisation du nom « Langley » comme métonymie familière pour le siège de la CIA, et ce, malgré la présence d'autres bâtiments gouvernementaux non liés à la CIA dans la communauté de Langley, tels que le Turner-Fairbank Highway Research Center (en). Au total, le siège de la CIA se trouve sur un terrain de 1 km2.

## Installations
Une bibliothèque de plus de 125 000 ouvrages est présente dans le siège, dont une partie est disponible en prêt à travers les différentes agences gouvernementales et bibliothèques publiques des États-Unis.
Le musée de la CIA (également connu sous le nom de National History Collection ou National Intelligence Council (NIC) Collection) est situé dans le centre. Il détient des objets déclassifiés tels que des artefacts associés à la CIA, à l'Office of Strategic Services (OSS) et à des organisations de renseignement étrangères, notamment des gadgets et des armes d'espionnage historiques, ainsi que des photographies,,,. Comme il est situé dans l'enceinte de la CIA, il n'est pas accessible au grand public. Une machine Enigma et l'AKMS d'Oussama ben Laden sont par exemple conservés dans le musée.
L'extérieur du centre accueille de nombreuses installations, œuvres d'art et reliques du passé. La plus célèbre des œuvres est Kryptos, une sculpture chiffrée. Elle abrite un message codé, qui n'a, à ce jour, pas été totalement décodé,. En guise de clin d'œil aux activités américaines de collecte de renseignements secrètes d'une époque antérieure, une statue de Nathan Hale, l'espion colonial capturé et pendu par les Britanniques pendant la révolution américaine, se dresse également depuis 1973 sur le terrain du siège.
Fort active durant la guerre froide, la CIA expose également un morceau du mur de Berlin, prélevé près de Checkpoint Charlie. L'ancêtre du SR-71, le A-12, avion espion piloté par des agents de la CIA est exposé devant l'entrée du centre,.

De manière plus surprenante, un café Starbucks est situé dans le complexe. Il est particulièrement secret et les baristas ne sont pas autorisés à demander le nom des clients.

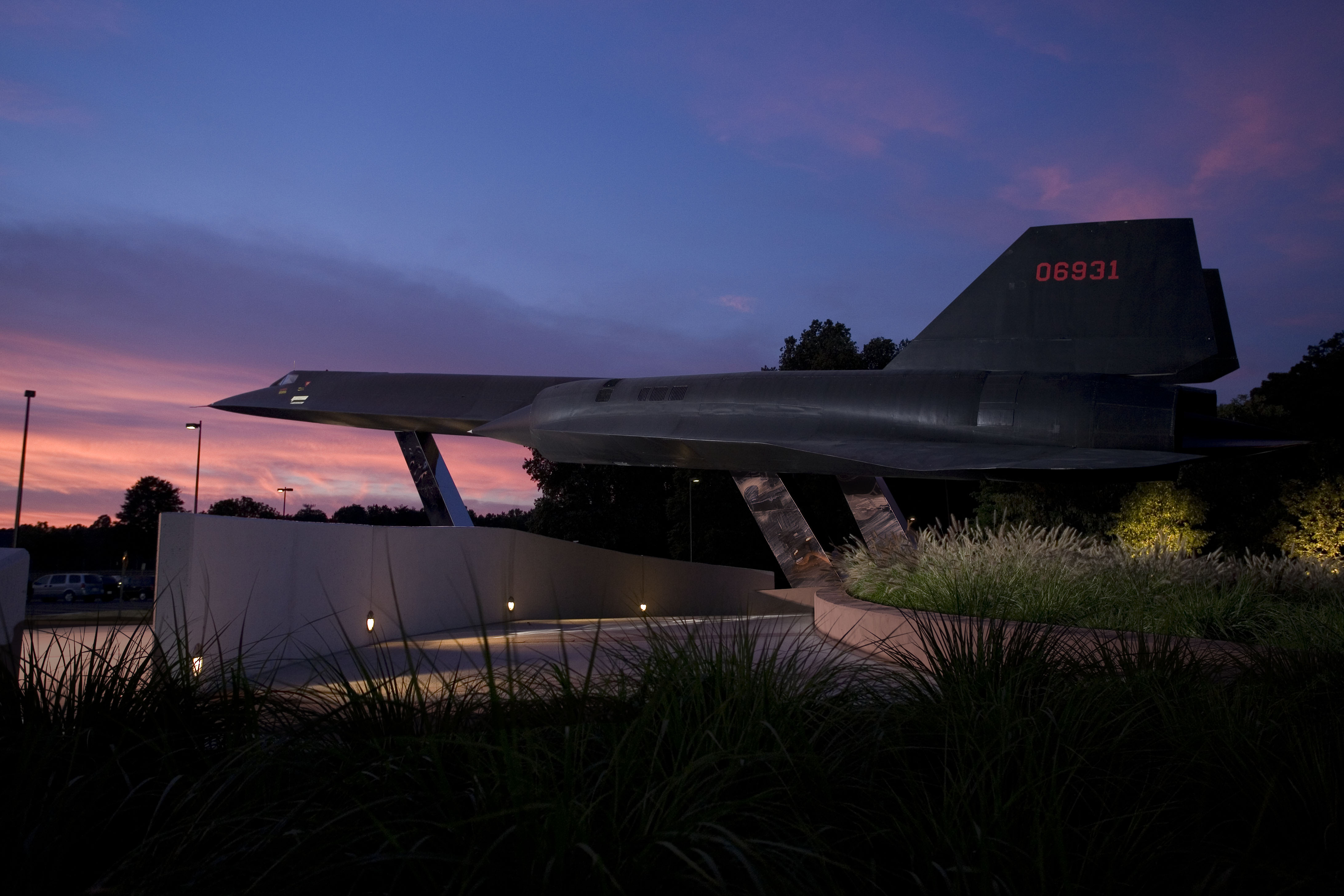
A-12 Oxcart exposé au siège de la CIA.
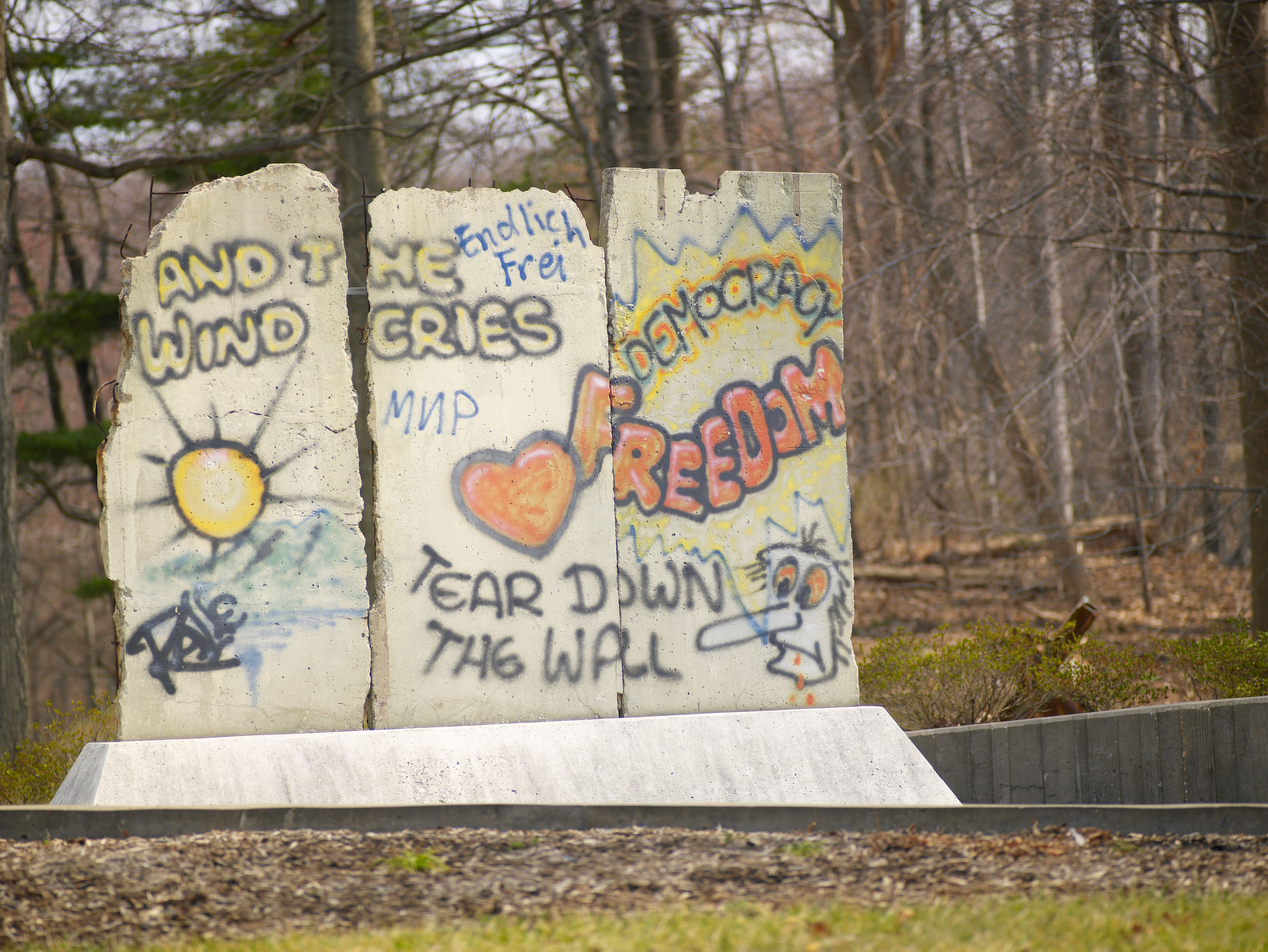
Morceau du mur de Berlin.
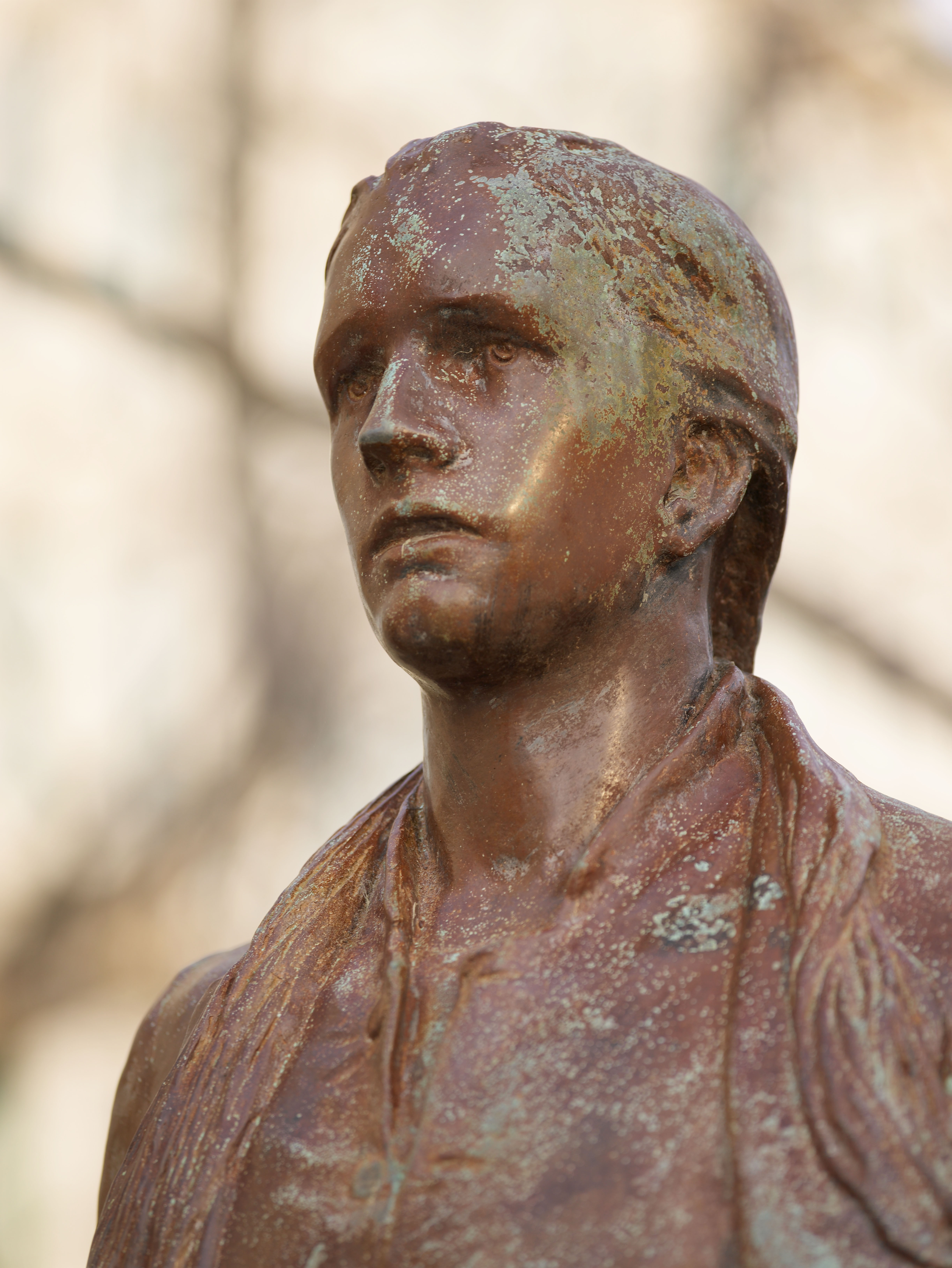
Statue de Nathan Hale.
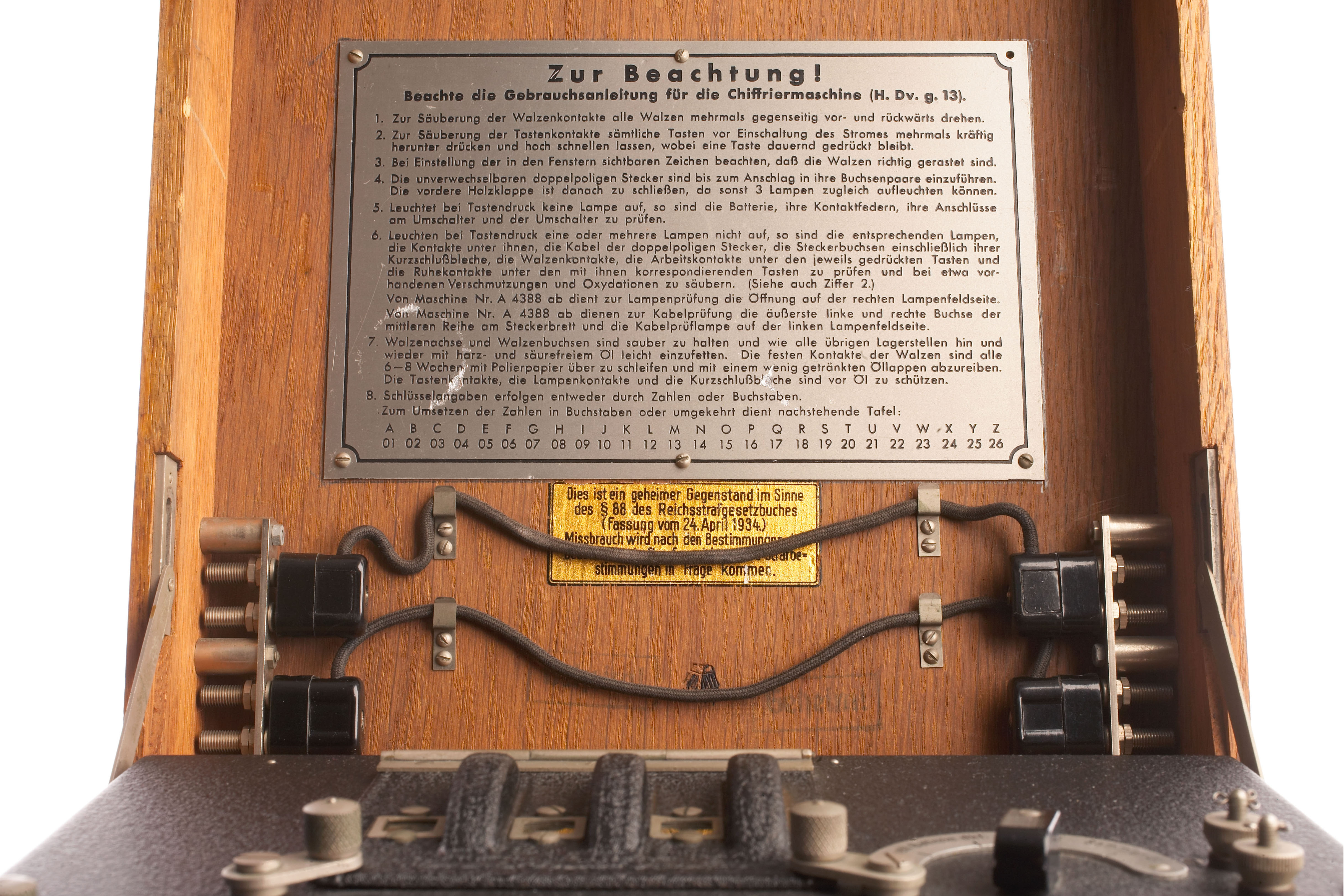
Machine Enigma conservée au musée.